# Ворова Світлана Василівна
Світлана Василівна Ворова (7 вересня 1967 , Одеса ) — військовослужбовиця з полку «Азов», захисниця «Азовсталі», яка пройшла полон, мама кавалера ордена «За мужність» Олександра Кутузакія «Кутуза», на чию честь в Одесі названо вулицю.
У 2020 стала діловодом у службі забезпечення «Азову», а до цього працювала інженером техвідділу в «Укрзалізниці». У травні 2022 після 86 днів в оточенні потрапила в полон на «Азовсталі», була обміняна 10 квітня 2023 року. Відновившись після полону, Світлана повернулась у стрій.